# 長井貞頼
長井 貞頼（ながい さだより）は、鎌倉時代末期から南北朝時代の武将。備後国人長井氏4代当主。

## 生涯
鎌倉幕府に仕えていたが、建武の新政後は足利尊氏に従って活動する。備後国の所領以外に播磨国浦上荘、越後国社荘、出雲国来次荘の地頭職を得た。南朝:正平6年/北朝:観応2年（1351年）から始まる観応の擾乱で備後国内が混乱すると、備後守護岩松頼宥に援軍を送るなど支援している。南朝：正平18年/北朝：貞治2年（1363年）に宮兼信と共に備後宮内合戦で足利直冬党と戦い、討死した。

## 参考資料
- 広島県編『広島県史 中世 通史II』広島県、1984年